# 哈拉夫遗址

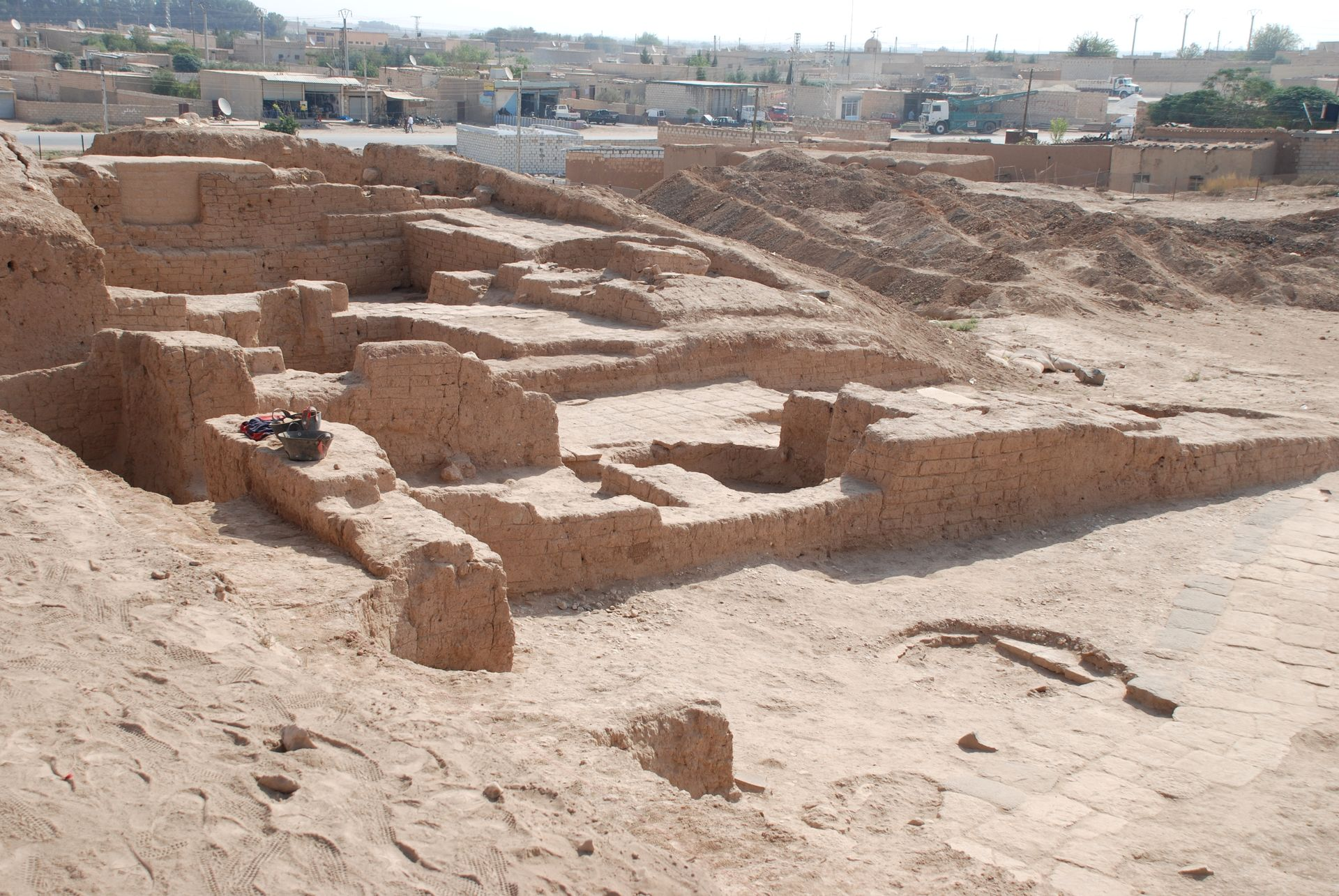
哈拉夫遗址

哈拉夫遗址（阿拉伯語：تل حلف）是叙利亚东北部哈塞克省的一处考古遗址，它靠近土耳其边境，边境线对面是土耳其的杰伊兰珀纳尔。因为在该遗址首次发现一种新石器时代文化，所以用此地地名命名为“哈拉夫文化”，该类文化的特征是釉陶上彩绘的几何和动物图案，其存在时间可追溯至公元前第6千纪。

## 发现和挖掘
1899年，德国外交官马克斯·冯·奥本海姆在为巴格达铁路做考察时发现此处遗址，当时该地隶属奥斯曼土耳其。奥本海姆于1911年、1913年和1929年对该遗址进行了发掘。2001年，德国人在此处开始一项修复工程，旨在重建一些被破坏的遗迹，并确实取得许多进展。该项目现已完成。

## 食物来源
哈拉夫地区的人们依靠灌溉种维持农业。主要作物有单粒小麦、双粒小麦、面包小麦、双列型带壳大麦、六列型带壳大麦、六列型无壳大麦、小扁豆、苦味野豌豆、鹰嘴豆和亚麻。驯养的动物包括山羊、绵羊、牛、猪和狗。偏远地区也会捕猎野生动物来补充食物来源。

## 哈拉夫文化陶器

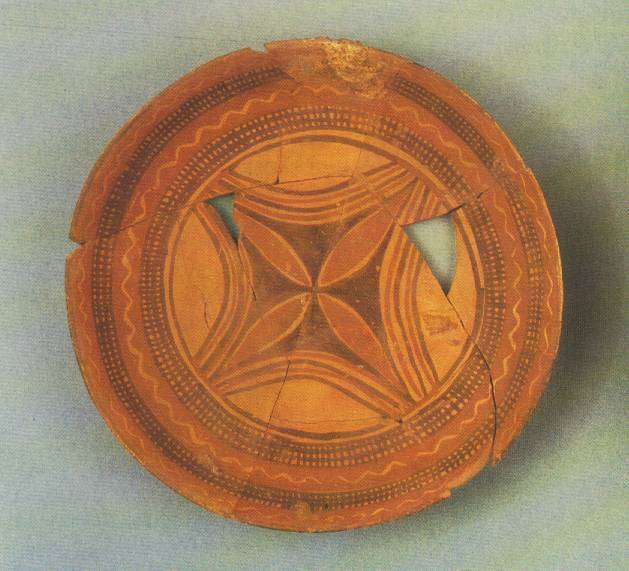
哈拉夫陶器

奥本海姆在遗址的铁器时代文物中首次发现了哈拉夫文化典型的彩陶。哈拉夫陶器使用优质的掺有矿物质的粘土为原料，并用高温烧焙，器皿表面充满光泽，触感如肥皂般光滑。器皿薄而轻巧，造型复杂。早期的哈拉夫陶器只是用红色或黑色简单绘制，后期用红色和黑色在白色的底色上进行更复杂的绘制。

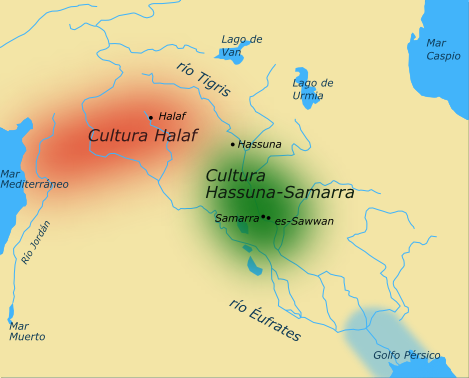
新石器时代的哈拉夫文化和稍早的哈苏纳文化

哈拉夫彩陶替代了美索不达米亚北部的哈苏纳陶器，并传播到伊拉克北部和叙利亚，这使得哈拉夫文明的影响延伸到地中海西岸、黎巴嫩南部的贝卡谷地和凡湖地区的北部和东部地区。

## 哈拉夫文化建筑
大部分哈拉夫文化遗址的规模较小，小于1公顷，但土耳其东南部的多木兹泰卜（Domuztepe）遗址和坎扎纳（Kazane）遗址占地多达20公顷，如此大的规模可能是由于众多的人口和政治统治的需要。
哈拉夫文化的建筑特色为宽阔的房屋，尺寸从3米－7米不等，房屋以矩形在原有的结构上延伸，成为为圆形蜂巢冢（Tholoi），在现在叙利亚的许多地方仍能看到这种特色的房屋。但矩形房屋在哈拉夫文化遗址中也存在，例如在摩苏尔附近的阿尔帕契亚遗址（Tell Arpachiyah）就发现了一座被烧毁的矩形房屋。

## 哈拉夫文化的社会分化
在阿尔帕契亚遗址的矩形被烧毁的房屋中发现了150多件人工制品，包括陶器、珠宝、通信印章和27枚黏土印章，还有石斧、小雕像、石制和骨制的“指节骨”、石管、颜料、燧石、黑曜岩磁核和工具、梭形锭盘及打眼的陶器碎片。印章的出现说明这个社会中已经出现了社会地位和经济地位的分化。在巴利克（Balikh）的萨比·阿比亚（Tell Sabi Abyad）的“烧毁的村庄”里发现了300多枚黏土印章，该村庄存在时间约为前6000年，印章被盖在固定的房门、便携容器、陶罐、包、盒子等器物的黏土上，防止外人擅动，保证财产安全。

## 哈拉夫文化的存在与消亡
哈拉夫文化存在于前5900年－前5300年，與欧贝德时期屬同一時代。到了前第6千纪末期，哈拉夫传统文化被欧贝德后期文明所取代，欧贝德文明发源于美索不达米亚南部。